# Yannis Clementia
Yannis Clementia, né le 5 juillet 1997 à Fort-de-France, est un footballeur français, international martiniquais, qui joue au poste de gardien de but au Stade Malherbe Caen.

## Biographie

### En club
Yannis Clementia naît à Fort-de-France d'un père boulanger-pâtissier et d'une mère couturière. À l'âge de cinq ans, il commence le football au Club franciscain. Il est repéré par la Jeanne d'Arc de Drancy lors d'un match à quinze ans avec la sélection martiniquaise et rejoint le club en compagnie de cinq autres Martiniquais. L'année suivante, il rejoint l'AC Arles-Avignon, alors pensionnaire de Ligue 2. Alors qu'il pense à plusieurs reprises à rentrer en Martinique, il est recruté par l'OGC Nice. Après deux ans dans le club azuréen, il signe son premier contrat professionnel,.
Clementia dispute son premier match professionnel le 10 août 2019 lors de la réception d'Amiens en Ligue 1, avant d'enchaîner la semaine suivante en déplacement sur le terrain du Nîmes Olympique, pour deux victoires de l'OGC Nice. Après le retour de blessure du titulaire Walter Benítez, il retourne sur le banc avant de rejouer en Coupe de la Ligue le 30 octobre 2019 face au Mans FC, match au cours duquel il commet une erreur sur le premier but manceau, menant à la défaite 3-2 de son équipe, pour ce qui sera son dernier match avec l'OGCN. À l'été 2020, il est laissé libre par le club niçois.
Au dernier jour du mercato hivernal, le 3 février 2021, il rejoint le Stade Malherbe Caen en Ligue 2. Il devient la doublure de Rémy Riou puis d'Anthony Mandrea à partir de l'été 2022. Il dispute son premier match avec le club normand le 2 juin 2023, trois ans et demi après son dernier match en professionnel, lors de la dernière journée de Ligue 2 face au Pau FC. Il profite du départ de Mandrea à la Coupe d'Afrique des nations pour disputer trois rencontres au mois de janvier 2024, en plus de disputer les matchs de Coupe de France,. Alors que l’entraîneur Nicolas Seube avoue hésiter entre les deux gardiens au début de la saison 2024-2025, il démarre finalement l'exercice sur le banc mais devient titulaire à partir de la 11e journée.

### En sélection
Le 26 mars 2022, Yannis Clementia honore sa première sélection en équipe de Martinique face à la Guadeloupe en match amical.
Il participe à la Gold Cup 2023 avec la sélection martiniquaise, et est titularisé lors de deux des trois matchs de la phase de groupes. Sa performance lors du premier match face au Salvador est remarquée avec neuf arrêts dont un penalty arrêté en fin de rencontre, ne s'inclinant que sur un nouveau penalty en fin de rencontre, préservant la victoire 2-1 de ses coéquipiers.